# Lepeta concentrica
Lepeta concentrica är en snäckart som beskrevs av Middendorff 1851. Lepeta concentrica ingår i släktet Lepeta och familjen Lepetidae. Inga underarter finns listade i Catalogue of Life.